# Félix Duban
Félix Louis Jacques Duban (ur. 14 października 1798 w Paryżu, zm. 8 października 1870 w Bordeaux) – francuski architekt.
Wykształcony na włoskim renesansie, zastosował ten styl w Ecole des Beaux-Arts w Paryżu. Zrekonstruował Galerię Apollina i kilka sal w Luwrze oraz kaplicę w zamku w Blois. W 1868 otrzymał Pour le Mérite za Naukę i Sztukę.